# Lioon simplicipes
Lioon simplicipes là một loài bọ cánh cứng trong họ Byrrhidae. Loài này được Mannerheim miêu tả khoa học năm 1852.